# 勧進橋児童公園
勧進橋児童公園（かんじんばしじどうこうえん）は、京都市南区に位置する都市公園（街区公園）である。

## 概要
第二京阪道路鴨川西ICの直下に位置する、京都市が管理する公園であるが、市内の他の児童公園と同様、設備面等で特筆に値するようなものはない。ただ2011年までは隣接する京都朝鮮第一初級学校が、50年以上にわたりグラウンド不法占用を行い使用していた（京都朝鮮第一初級学校には自前の校庭がなかった）。同校は公園内に朝礼台、サッカーゴールさらに放送用スピーカーも設置していた。
2009年（平成21年）12月4日、「在日特権を許さない市民の会」や「チーム関西」などの行動する保守活動家による抗議活動が行われた（京都朝鮮学校公園占用抗議事件）。後日、抗議者は逮捕されたが、それと同時にこの問題が全国的に知られることになり、初級学校側も前校長が略式起訴されるなど、これまでのような公園使用が不可能になった。のちに初級学校は統廃合により、公園隣接地から移転している。
現在は、ジャングルジムやブランコなどの遊具が整備されている。